# Castello di Dampierre
Il castello di Dampierre si trova nel comune di Dampierre-en-Yvelines, nella regione francese dell'Île-de-France.
Situato in un paesaggio boscoso, il castello venne costruito alla fine del XVII secolo, e più precisamente dal 1675 al 1683, dall'architetto Jules Hardouin-Mansart, su ordine del duca di Chevreuse, genero di Colbert. È incastonato in un meraviglioso parco alla francese disegnato da André Le Nôtre.
Preziosi sono gli interni, ricchi di quadri di François Boucher, Jean-Marc Nattier, Vernet, Hyacinthe Rigaud, Maurice Quentin de La Tour, e sculture di Lemoyne e Rude.
La "Sala da Pranzo" è rivestita di una bella boiserie del XVII secolo.
Al primo piano è bellissima la sala delle Feste, ornata di affreschi di Hippolyte e Paul Flandrin. Nella sala della Musica è invece esposto un pannello dell'Età dell'Oro, dipinto da Jean-Auguste-Dominique Ingres nel XIX secolo.